# ドゥクラ (駆逐艦)
ドゥクラ (SMS Dukla) はオーストリア＝ハンガリー帝国海軍の駆逐艦。第一次世界大戦中タトラ級駆逐艦「トリグラフ」と「リカ」戦没に伴い建造された、タトラ級とは若干の差異のあるトリグラフ代艦級と称されるものの一隻。艦名はカルパティア山脈の峠からとられている。

## 艦歴
1916年9月11日起工。1917年7月18日進水。同年10月8日に竣工し、11月7日に就役。
11月28日、「ドゥクラ」は駆逐艦「トリグラフ」、「ディナラ」、「シュトライター」、「レカ」、「フサール」などとともにセニガッリア・リミニ間の鉄道攻撃に出撃したが、水雷艇「98」と衝突して引き返さざるを得なくなった。
12月19日、Cortellazzo砲撃を行う戦艦「Árpád」、「ブダペスト」を巡洋艦「アドミラル・シュパウン」などとともに護衛。
1918年4月22日、「ドゥクラ」と駆逐艦「トリグラフ」、「チェペル」、「Uzsok」、「リカ」はオトラント海峡へ出撃。ヴァロナ沖でイギリス駆逐艦「ホーネット」、「ジャッカル」と遭遇して交戦し、それらを損傷させた。
5月12日、水雷艇「84」、「94」とともに汽船「Bregenz」を護衛中、イタリア魚雷艇の攻撃により「Bregenz」が撃沈された。
1918年10月、オーストリア＝ハンガリー帝国は崩壊し始め、30日に皇帝カール1世は艦隊のザグレブの国民評議会への引き渡しを決めた。しかし、戦後大半の艦艇は連合国間で分配されることとなった。
「ドゥクラ」はフランスに引き渡されて「Matelot Leblanc」と改名され、1936年に除籍解体となった。